# Фридрихрода
Фридрихрода (нем. Friedrichroda) — город в Германии, в земле Тюрингия.
Входит в состав района Гота. Подчиняется управлению Райнхардсбрун. Население составляет 7410 человек (на 31 декабря 2010 года). Занимает площадь 18,46 км². Официальный код — 16 0 67 019.
Уроженцем города является мастер по изготовлению музыкальных инструментов Кристиан Фридрих Людвиг Бушман (нем. Christian Friedrich Ludwig Buschmann) создавший в 1822 году ручную гармонь.

## Известные уроженцы
- Эккариус, Иоганн Георг (1818—1899) — деятель немецкого и международного рабочего движения.

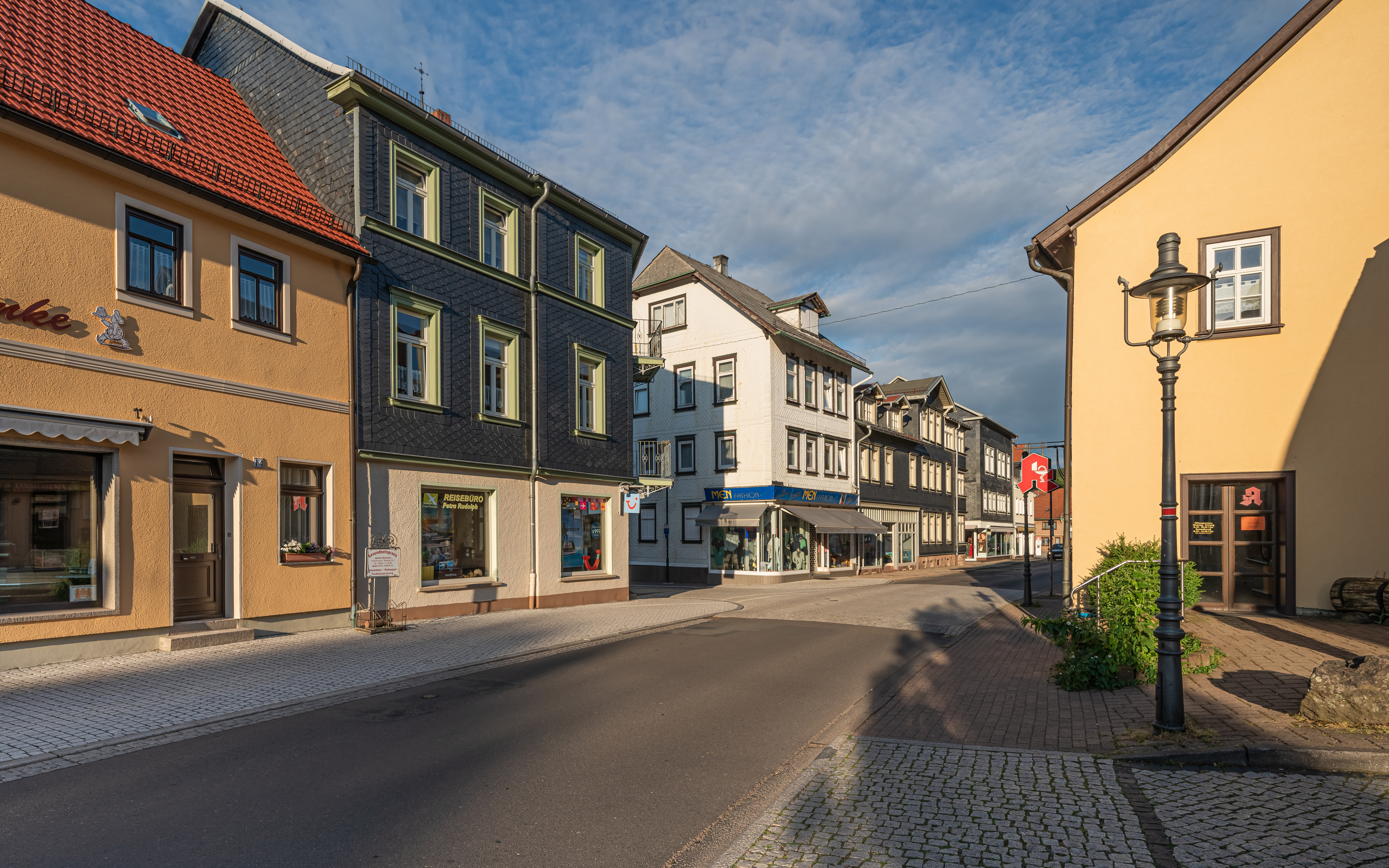
Рыночная улица
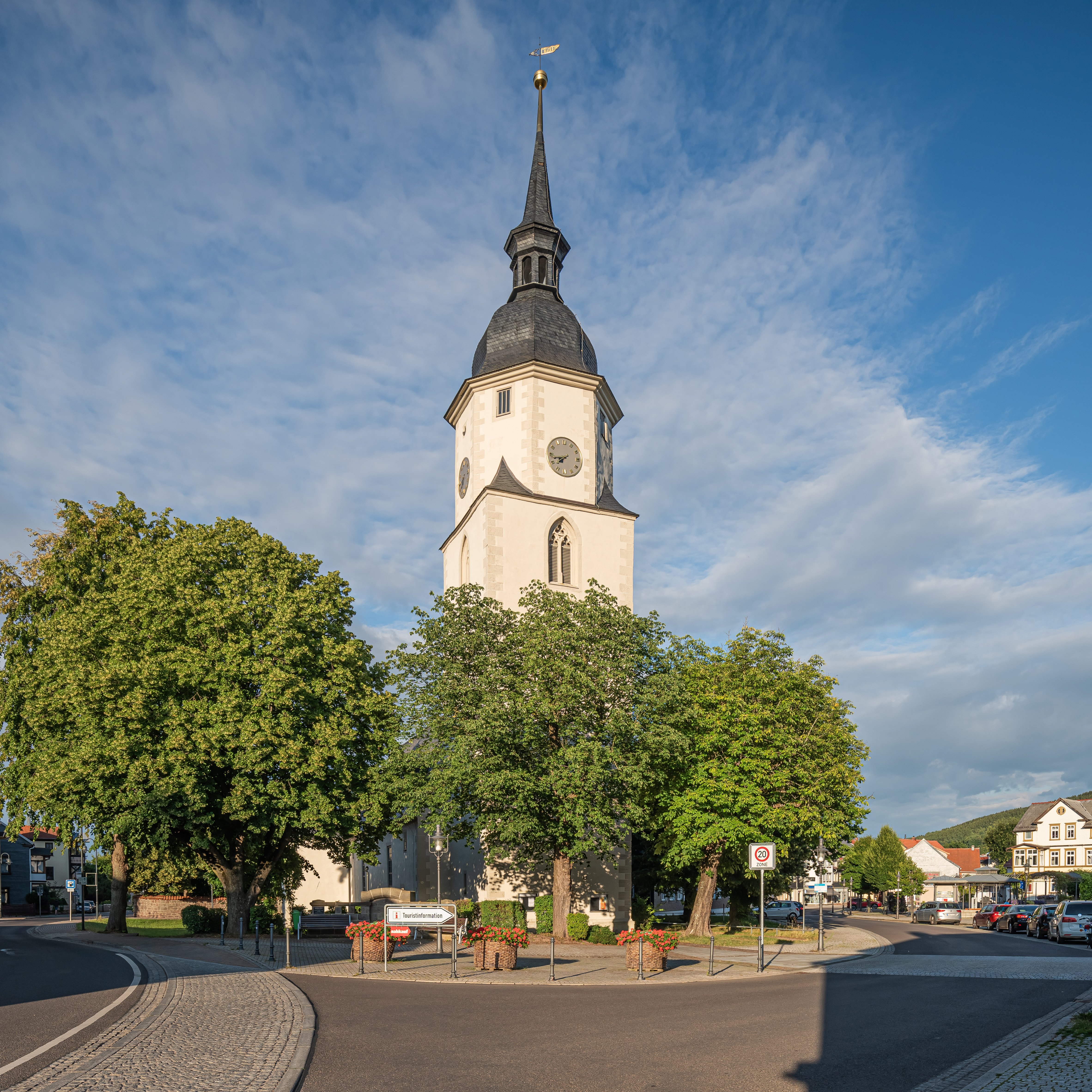
Церковь св. Власия
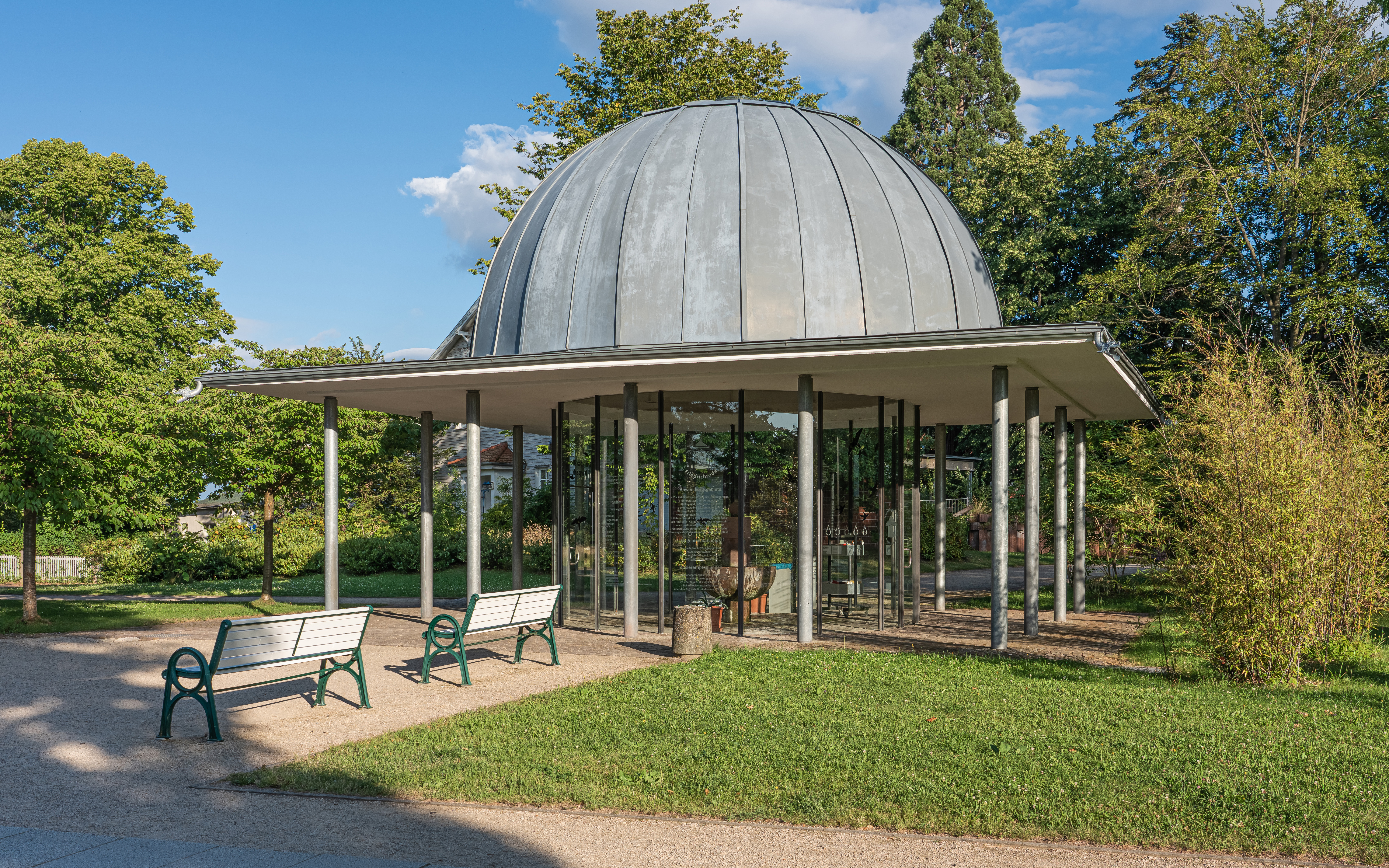
Питьевая галерея
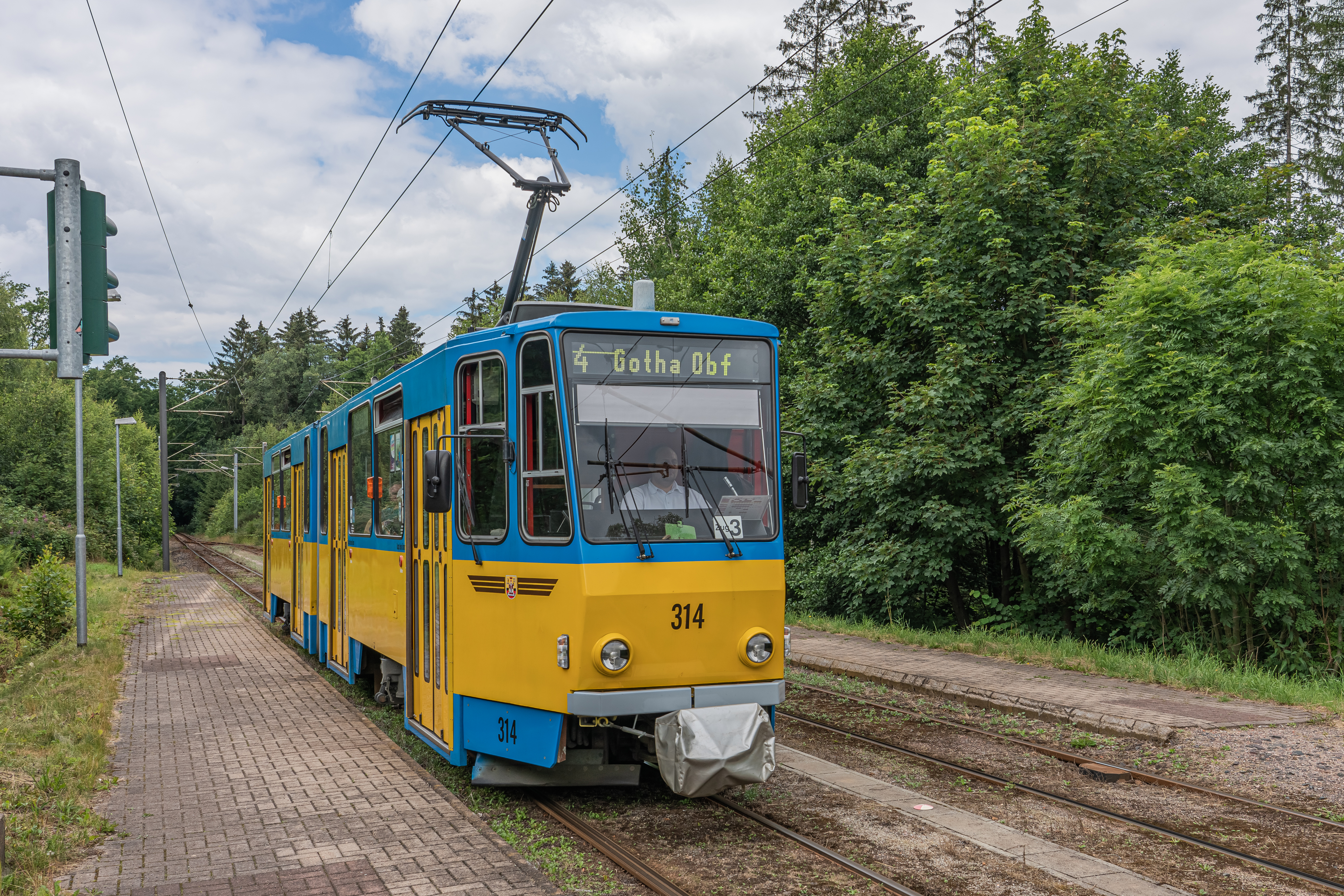
Трамвай
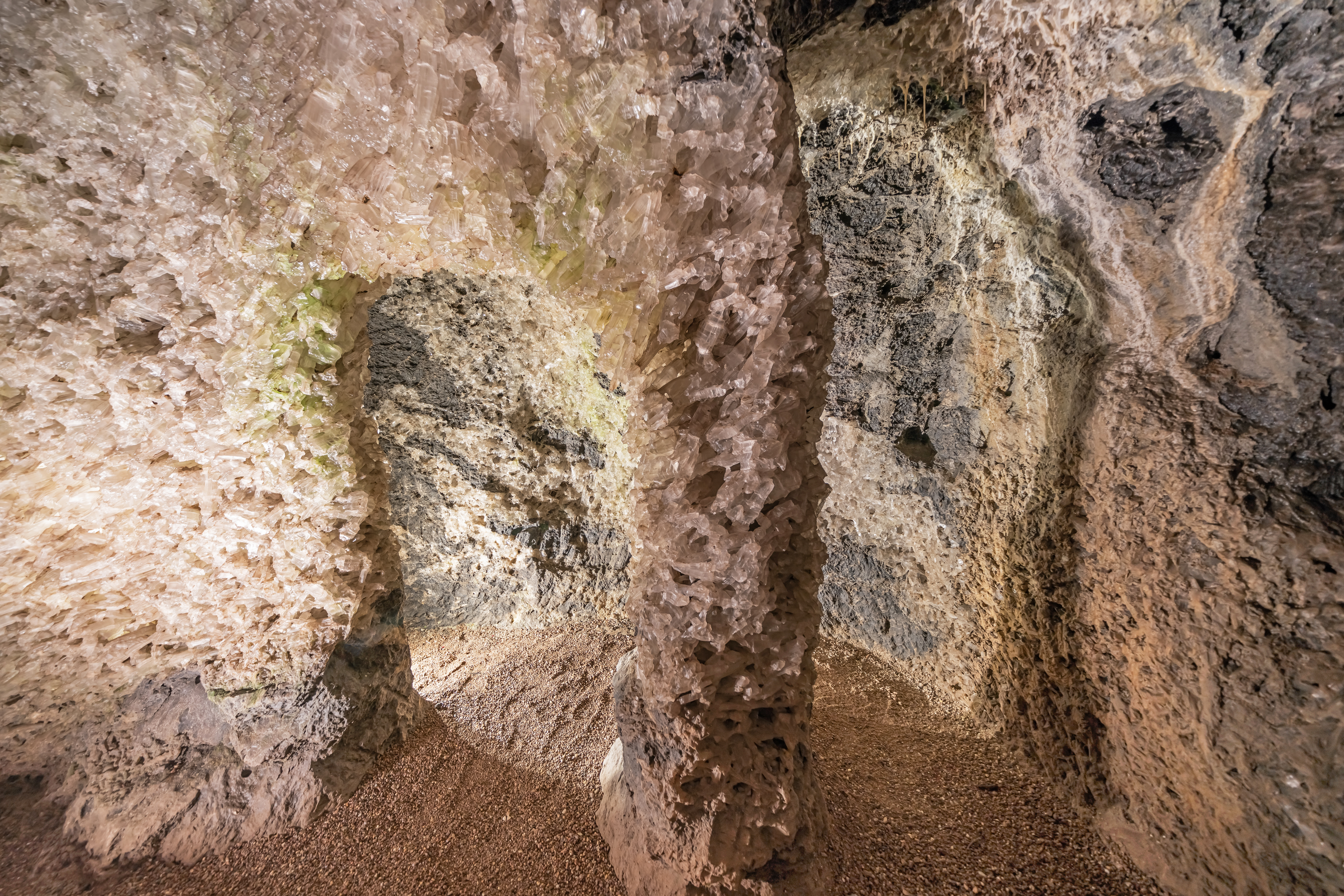
Бывшие гипсовые каменоломни
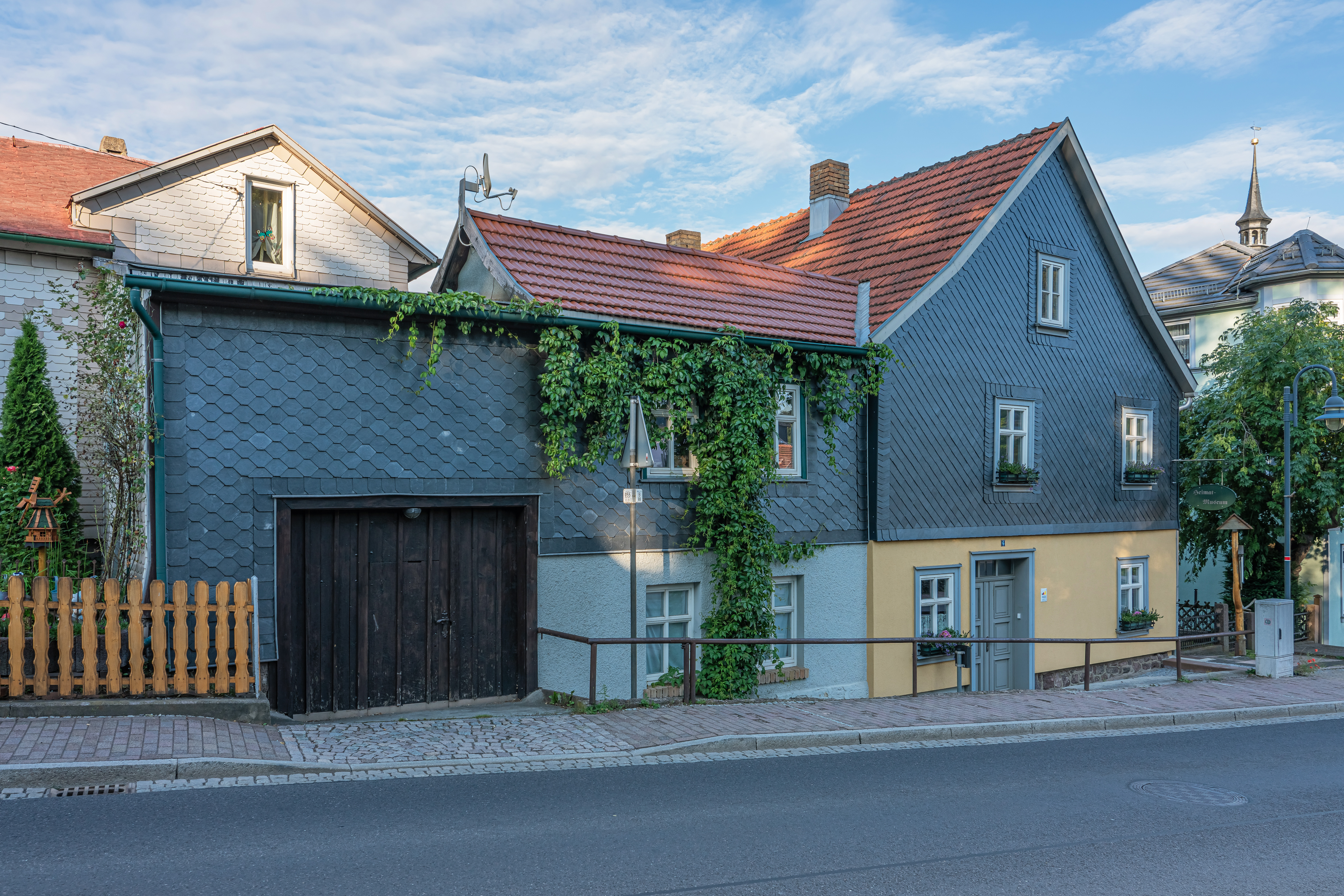
Краеведческий музей

## Города-побратимы
- Нувьон-сюр-Мёз (Франция).